# Boulange
Boulange é uma comuna francesa na região administrativa do Grande Leste, no departamento de Mosela. Estende-se por uma área de 12.78 km², e possui 2.485 habitantes, segundo o censo de 2018, com uma densidade de 190 hab/km².